# El Colorado (Entre Ríos)
El Colorado es una exlocalidad y actualmente barrio argentino ubicado en el municipio de San José, departamento Colón, provincia de Entre Ríos. Se encuentra 5 km al norte de San José, a 2 km del río Uruguay. Abarca una superficie de 21 hectáreas, en los cuales el 90% tiene acceso al agua potable.
Cuenta con un centro de salud, y una escuela.